# Allocosa sublata
Allocosa sublata är en spindelart som först beskrevs av Montgomery 1902.  Allocosa sublata ingår i släktet Allocosa och familjen vargspindlar. Inga underarter finns listade i Catalogue of Life.